# الادب الکبیر
سخنوری بزرگ (به عربی: الادب الکبیر یا الآداب الكبير) کتابی به زبان عربی است که توسط ابن مقفع نگاشته شده است. موضوع این کتاب، رفتار و معاشرت دربار ایرانی است. برخی محققان (به عنوان مثال العامری) معتقدند که محتوای این کتاب بر پایه نظامنامه اخلاقی اوستا پایه گذاری شده است. با این وجود، بنابر گفته عباس  در دانشنامه ایرانیکا، بسیاری از پندهایی که در این کتاب وجود دارد، در شاخص‌شناسی (gnomonology) یونانی ها آمده بود. یک بخش این کتاب با حاکمان و آداب دربار سر و کار دارد و بخش دیگرش، دربر دارنده احکام رقتارهای اجتماعی است.